# 利特爾頓山脈
71°33′S 167°45′E / 71.550°S 167.750°E
利特爾頓山脈（英語：Lyttelton Range）是南極洲的山脈，屬於阿德默勒爾蒂山脈的一部分，處於達尼丁山脈以南，長26公里，該山脈以新西蘭的港口利特爾頓命名。